# Lacrimi de crocodil
Lacrimi de crocodil este un film românesc din 1981 regizat de Nell Cobar.